# Крутоярка (Кропивницький район)
Крутоярка — село в Україні, у Кетрисанівській сільській громаді Кропивницького району Кіровоградської області. Населення становить 79 осіб.

## Географія
Село розташоване на річці Громоклія.

## Населення
Згідно з переписом УРСР 1989 року чисельність наявного населення села становила 83 особи, з яких 34 чоловіки та 49 жінок.
За переписом населення України 2001 року в селі мешкало 79 осіб. 100 % населення вказало своєю рідною мовою українську мову.